# Protéracacinidine
Les protéracacinidines sont un type de tanins condensés. Les tanins condensés sont des polymères de flavanols et les protéracacinidines sont notamment composées d'oritine.
Le nom provient du fait que ce type de tanins produit de la téracacinidine, une anthocyane, lors de leur hydrolyse en milieu acide.
Des protéracacinidines peuvent être isolées de Senegalia caffra.